# 1814 (numero)
Milleottocentoquattordici (1814) è il numero naturale dopo il 1813 e prima del 1815.

## Proprietà matematiche
- È un numero pari.
- È un numero composto da 4 divisori: 1, 2, 907, 1814. Poiché la somma dei suoi divisori (escluso il numero stesso) è 910 < 1814, è un numero difettivo.
- È un numero semiprimo.
- È un numero omirpimes in quanto anche qualora scritto al contrario, ovvero 4181 = 37 × 113 è semiprimo.
- È un numero felice.
- È un numero di Ulam.
- È un numero congruente.
- È un numero intero privo di quadrati.
- È un numero malvagio.
- È parte della terna pitagorica (1814, 822648, 822650).